# 烏夫秋加河 (蘇霍納河支流)
烏夫秋加河是俄羅斯的河流，屬於蘇霍納河的左支流，由沃洛格達州和阿爾漢格爾斯克州負責管轄，河道全長134公里，流域面積2,360平方公里，每年十一月至翌年四月結冰。
60°23′09″N 44°09′28″E / 60.38583°N 44.15778°E